# Wolf Children - Ame e Yuki i bambini lupo
Wolf Children - Ame e Yuki i bambini lupo (おおかみこどもの雨と雪?, Ōkami kodomo no Ame to Yuki) è un film d'animazione del 2012 diretto da Mamoru Hosoda.
In Italia è stato pubblicato da Dynit, il 13 novembre 2013.

## Trama

Ame e Yuki

Hana è una studentessa di diciannove anni che all'università incontra un ragazzo di cui si innamora. Questi le rivela di essere un uomo lupo, l'ultimo discendente dell'ormai estinto lupo giapponese. Ciononostante, i due si mettono insieme, e quando Hana scopre di essere incinta, non si fa visitare per la paura che il bambino nasca lupo. Nove mesi dopo nasce Yuki ("neve") in una giornata nevosa, e un anno dopo ancora viene alla luce il fratellino Ame ("pioggia") in una giornata piovosa. Poco dopo la nascita del figlio, il padre scompare: alla sua ricerca, Hana scopre della sua morte accidentale durante una battuta di caccia per procurare prede per i piccoli. Nonostante il dolore, la ragazza decide di crescere da sola i bambini, compito tutt'altro che facile per una donna sola, soprattutto considerando che questi bambini possono trasformarsi in lupi. Dopo che la padrona del condominio dove vivono minaccia di sfrattarli perché sospetta la presenza di animali (vietati dal regolamento condominiale) e che degli assistenti sociali vengono a fare domande sui bambini che non sono stati sottoposti alle vaccinazioni programmate, Hana decide di trasferirsi in campagna per permettere ai figli di crescere senza problemi e di decidere se vivere da esseri umani o da lupi.
La nuova casa è in uno stato pietoso, ma la famiglia riesce a cavarsela grazie all'aiuto dei vicini, che insegnano a Hana come coltivare la terra, mentre Yuki incomincia a desiderare di conoscere altri bambini della sua età. Intanto Ame, che era sempre debole e malaticcio, inizia ad acquisire confidenza in se stesso dopo aver tentato di catturare un martin pescatore. Yuki riesce a convincere la madre a lasciarla andare a scuola, a patto che non si trasformi in lupo in mezzo alla gente. A tal scopo, Hana le insegna una frase di scongiuro (se promessa infrangerai saranno guai), e Yuki riesce ad ambientarsi benissimo, specie dopo che decide di diventare più "femminile" quando capisce che le bambine non catturano serpenti e non mettono carcasse di rettili nel proprio scrigno del tesoro. Invece Ame non è molto entusiasta della scuola, tanto che sua sorella deve spesso salvarlo dai prepotenti e lui preferisce accompagnare la madre al lavoro, dato che lei lavora come assistente in una riserva naturale. Qui Ame incontra un lupo adulto solo per scoprire che questi non è selvatico, ma incomincia a desiderare di vivere da lupo.
Nella classe di Yuki arriva un nuovo compagno, Souhei, il quale le chiede se abbia un cane, dato che ne sente l'odore. La bambina, spaventata dalla possibilità che il suo segreto possa essere svelato, evita Souhei, ma questi cerca di fare amicizia con lei iniziando a molestarla, e alla fine Yuki lo ferisce all'orecchio con un artiglio. Oppressa dai sensi di colpa, Yuki si rifugia molti giorni a casa evitando la scuola, ma la perseveranza di Souhei nel portarle i compiti e a convincerla a tornare a lezione le permettono di superare il trauma. Intanto Hana scopre che Ame ha trovato una vecchia volpe che gli fa da maestro e gli insegna a vivere nella foresta. Yuki non è contenta del comportamento di Ame e gli dice di tornare a scuola, ma lui rifiuta e la discussione si fa talmente accesa che i due si trasformano in lupi e azzuffandosi violentemente devastano la casa.
Un giorno arriva un tifone, e mentre Yuki aspetta che la madre venga a prenderla a scuola, Ame sparisce nella foresta dopo aver detto a Hana che il suo maestro è ormai moribondo e deve essere rimpiazzato. La madre insegue il figlio sfiancandosi nei boschi, ma perde le sue tracce e sviene dopo essere caduta. Nel frattempo, Yuki e Souhei sono gli unici studenti rimasti a scuola. Quando Souhei rivela che sua madre sta per sposarsi e quindi non si preoccuperà più per suo figlio, Yuki si fa coraggio e apre la finestra per rivelare all'amico chi era il "lupo" che lo aveva ferito all'orecchio. Souhei che aveva capito tutto da quando era stato ferito la rassicura dicendo che non rivelerà mai il suo segreto e le chiede di non piangere, al che Yuki lo ringrazia. Hana, svenuta, ha una visione del suo amato che le rivela di essere molto fiero di lei e che Ame ha finalmente trovato un mondo a cui appartiene.
Intanto il ragazzo-lupo l'ha trovata: la soccorre e la porta in un parcheggio appena fuori dal bosco. La madre si sveglia in tempo per vedere il figlio trasformarsi in un lupo adulto e andare via. Un anno dopo Yuki si trasferisce nel dormitorio della scuola media con Hana che ride al pensiero di aver cresciuto i suoi bambini lupo per dodici anni, dicendo che le è sembrato un bellissimo sogno mentre un ululato si diffonde nella vallata.

## Produzione
Per realizzare il film, il regista Mamoru Hosoda ha fondato lo studio d'animazione Studio Chizu, che coprodurrà pellicole insieme allo studio Madhouse.
Yoshiyuki Sadamoto, divenuto celebre con Neon Genesis Evangelion ha curato il character design del film.

## Distribuzione
Il film è stato proiettato nei cinema italiani il 13 novembre 2013 (per un solo giorno) grazie al progetto di Dynit e Nexo Digital.
Il DVD e il Blu-ray sono usciti il 29 gennaio 2014.

## Manga
Il film ha avuto una trasposizione a fumetti, disegnata da Yū su testi di Hosoda e serializzata dalla Kadokawa Shoten su Comic Ace. La serie è stata raccolta in 3 Tankōbon.
La versione in italiano è stata pubblicata dalla Planet Manga originariamente in 3 uscite, corrispondenti ai volumetti originali. Nel 2018, per ricordare la disegnatrice scomparsa l'anno prima, è stata pubblicata una seconda edizione (chiamata Wolf Children Omnibus) in un volume unico.